# Eudorylas optabilis
Eudorylas optabilis är en tvåvingeart som beskrevs av Kuznetzov 1990. Eudorylas optabilis ingår i släktet Eudorylas och familjen ögonflugor. Inga underarter finns listade i Catalogue of Life.